# Connerré
Connerré – miejscowość i gmina we Francji, w regionie Kraj Loary, w departamencie Sarthe.
Według danych na rok 2010 gminę zamieszkiwało 2989 osób, a gęstość zaludnienia wynosiła 179 osób/km².